# Pedro Barba
Pedro Barba (también llamada Casas de Pedro Barba) es una localidad dentro del municipio de Teguise, situada en la parte oriental de la isla de La Graciosa (archipiélago Chinijo), en el suroeste de España. Se trata del núcleo de población más septentrional de toda Canarias, y el más próximo a la península ibérica, de la que le separan 1034 km en línea recta hasta el cabo de Trafalgar.
Fue el primer asentamiento de la isla, surgiendo en 1880 al calor de una fábrica de salazón de pescado.

## Historia

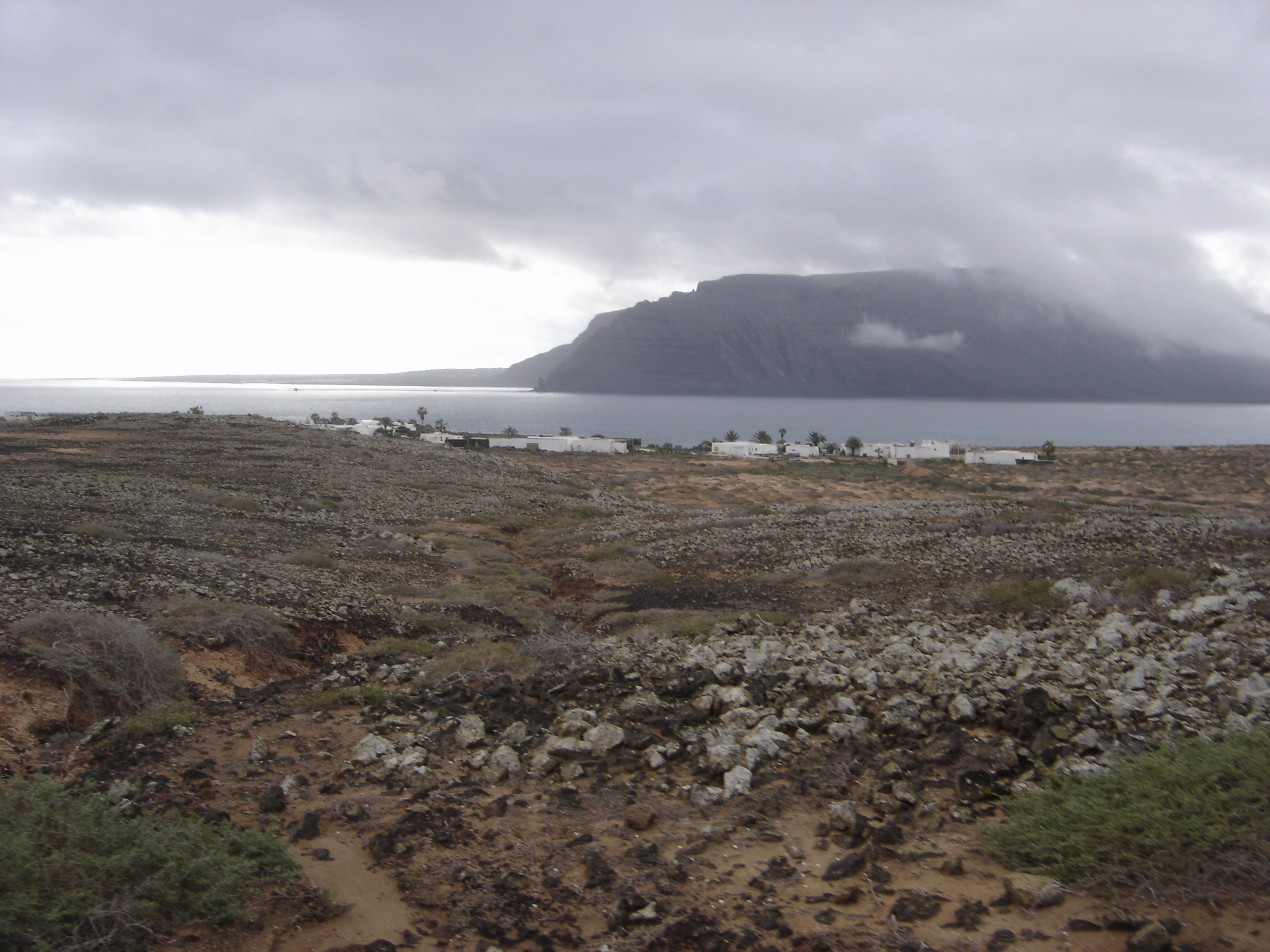
Panorama de Pedro Barba, de fondo se aprecia la isla de Lanzarote

Sus primeros pobladores procedían mayoritariamente de Caleta de Famara, y del municipio de Haría. En 1940 ya cuenta con 11 casas y 62 habitantes, pasando en 1960 a contar con 20 casas y 92 habitantes.
En el año 1967 la localidad tenía una población de 95 habitantes.
En 1969 casi la totalidad de su población se traslada a Caleta del Sebo o a distintas poblaciones de la vecina isla de Lanzarote.
En 1973 La propiedad de la mayoría de las viviendas y solares de Pedro Barba, pasó a manos de una sociedad que pretendía crear un núcleo turístico.

## Demografía
Según el Instituto Nacional de Estadística de España, en el año 2023 Pedro Barba contaba con tan solo 2 habitantes censados, lo que representa el 0,28% de la población de La Graciosa y el 0,01% del total del municipio de Teguise.

### Evolución de la población
| Gráfica de evolución demográfica de Pedro Barba entre 2013 y 2023 |
|                                                                   |
| Datos según el nomenclátor publicado por el INE.                  |

## Comunicaciones
Está comunicada por una carretera sin asfaltar con el puerto de Caleta del Sebo, enlace marítimo con la vecina isla de Lanzarote. Su playa es de unos 110 metros, y tiene zona de fondeo restringida.

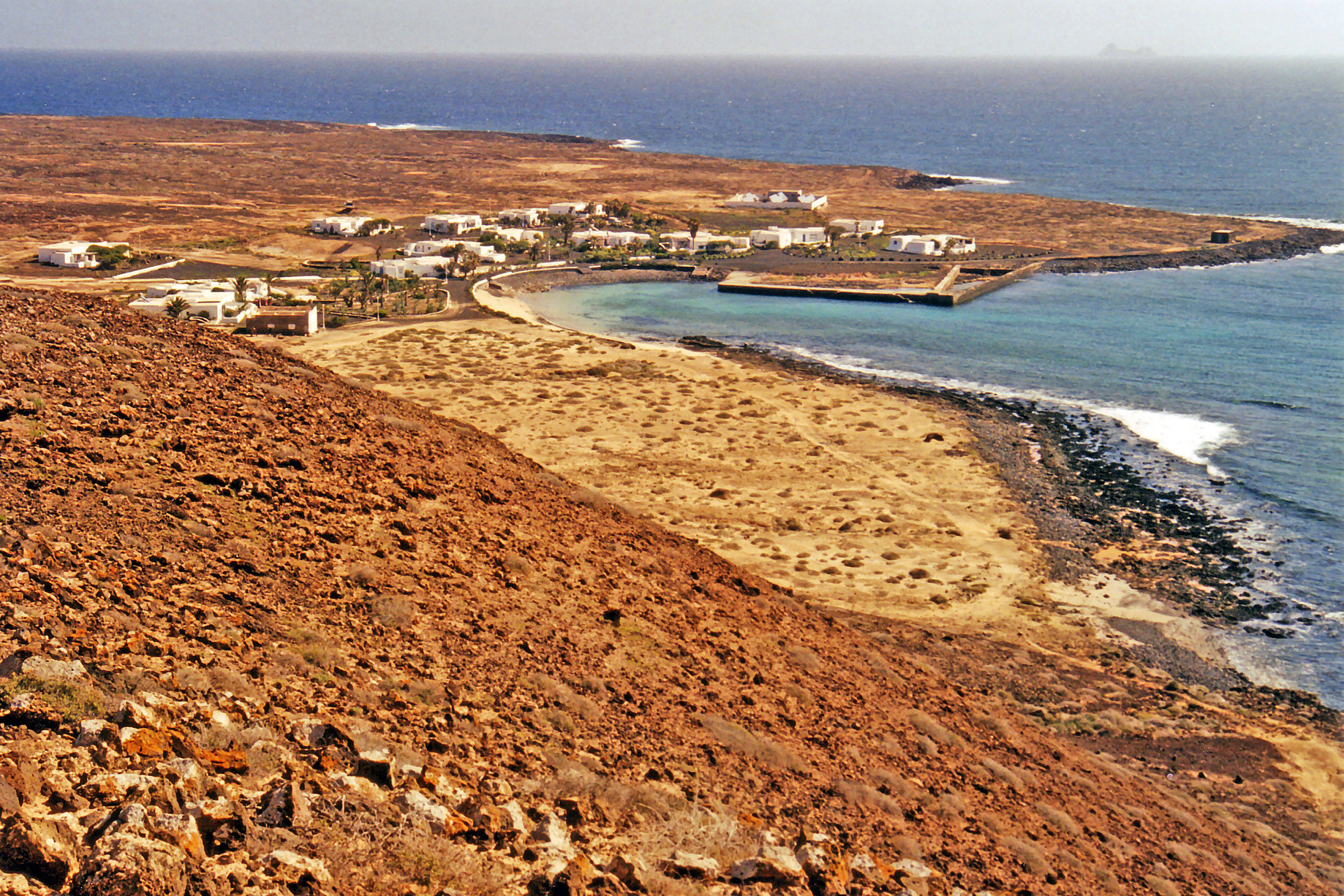
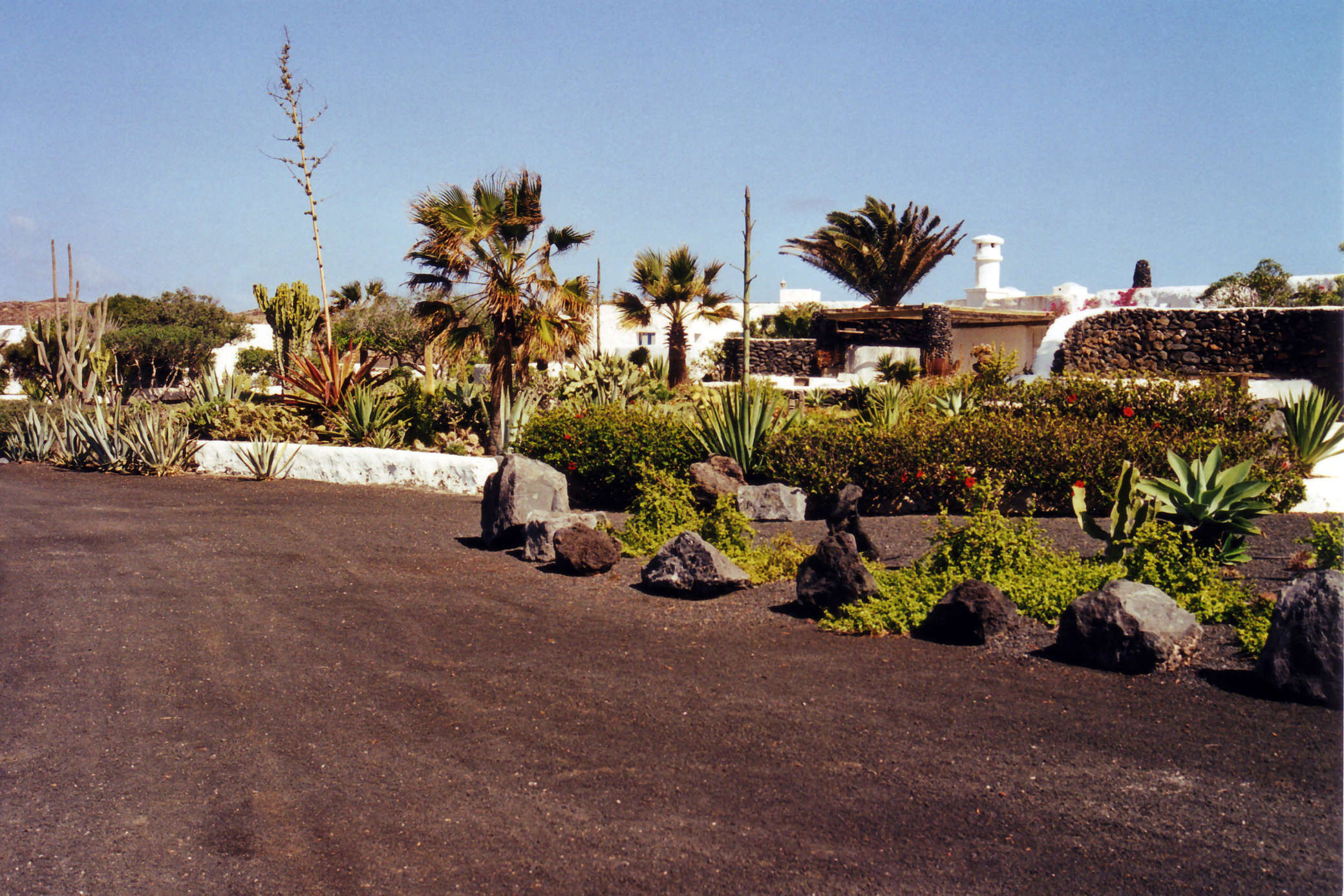
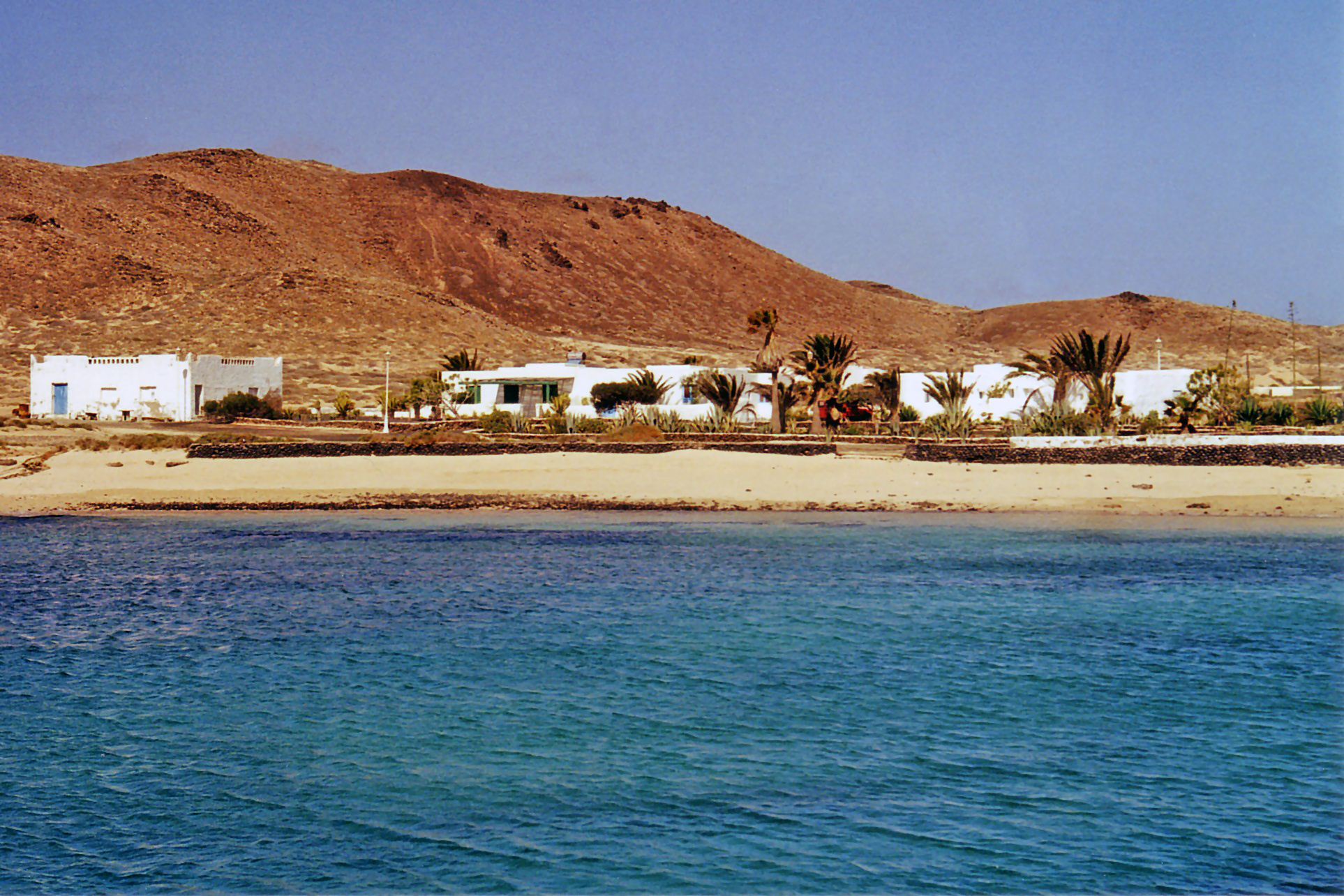
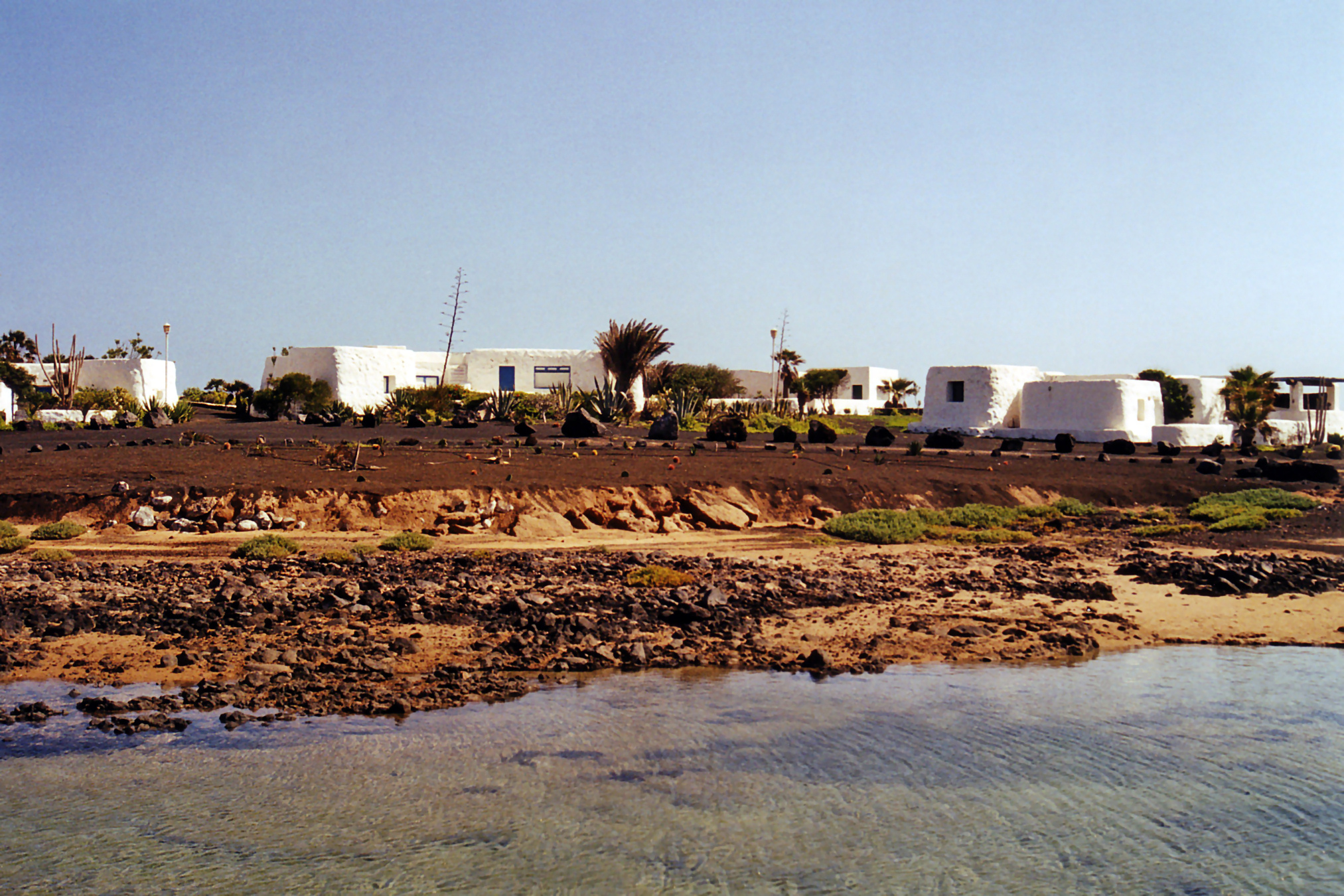